# 赫尔曼·约瑟夫·马勒
赫尔曼·约瑟夫·马勒（Hermann Joseph Muller，1890年12月21日—1967年4月5日），美国遗传学家及教育家。他因发现X射线诱导突变而获得1946年诺贝尔生理学或医学奖。

## 貢獻
多布然斯基-馬勒基因不相容解釋種化過程中如何演化出合子後生殖隔離。
馬勒齒輪（Muller's ratchet）說明無性生殖會累積有害突變，而有性生殖可以透過遺傳重組移除這些有害突變。

## 外部連結
- 诺贝尔奖官方网站关于赫尔曼·约瑟夫·马勒生平介绍 （页面存档备份，存于）